# Seegefecht vor Bergen
Helgoland (1914) – 22. September 1914 – Texel – Yarmouth – Scarborough, Hartlepool und Whitby – Cuxhaven – Doggerbank (1915) – Noordhinder Bank – Doggerbank (1916) – 29. Februar 1916 – Yarmouth und Lowestoft – Skagerrak – 19. August 1916 – Kanal (1916) – Kanal (1917) – Shetland-Inseln – Helgoland (1917) – Bergen – Seebrügge und Ostende – Tondern
Das Seegefecht vor Bergen fand während des Ersten Weltkrieges am 12. Dezember 1917 in der Nordsee vor der norwegischen Küste etwa 50 Seemeilen westlich von Bergen statt. Vier deutsche Zerstörer griffen gegen Mittag einen von britischen Streitkräften eskortierten Geleitzug an und versenkten dabei einen britischen Zerstörer, vier Trawler und sechs Handelsschiffe; ein beschädigter britischer Zerstörer konnte entkommen.

## Hintergrund
Im Herbst 1917 hatten die Erfolge der deutschen U-Bootsoffensive gegen die Versorgungsschifffahrt der Entente ihren Zenit bereits überschritten, und die deutsche Admiralität beabsichtigte, den U-Booten durch überraschende Überwasserangriffe unter die Arme zu greifen. Eine günstige Gelegenheit dazu stellten Geleitzüge dar, die von Großbritannien nach Norwegen und wieder zurück pendelten und dabei Kohle nach Norwegen und Eisen- und Holzprodukte nach Großbritannien brachten. Diese waren zwar ausreichend gegen U-Boote geschützt und hatten bereits einige U-Bootsangriffe abgewehrt, die wenigen leichten Begleitfahrzeuge waren jedoch kaum eine Bedrohung für größere Überwasserschiffe. Ein erster derartiger Vorstoß führte zum Seegefecht bei den Shetland-Inseln am 17. Oktober, als zwei deutsche Minenkreuzer 65 Seemeilen östlich von Lerwick einen britischen Geleitzug zersprengten und dabei zwei Zerstörer und neun neutrale Handelsschiffe versenkten. Die britische Praxis, Kreuzerverbände als Deckungsgruppe unabhängig von den Geleiten fahren zu lassen, konnte diesen Angriff nicht verhindern, da die Deutschen den Funkverkehr störten und somit Hilferufe vereitelten.
Im Dezember wagten die Deutschen unter dem Kommando des I. Führers der Torpedoboote, Kommodore Paul Heinrich, einen neuen Vorstoß, und der Kleine Kreuzer SMS Emden, das Flaggschiff von Kommodore Heinrich, lief mit den acht modernen und kampfstarken Torpedobooten der II. Torpedobootsflottille, die sich aus der 3. und 4. Torpedoboots-Halbflottille zusammensetzte, in den frühen Morgenstunden des 11. Dezember aus. Am Nordostzipfel der Doggerbank teilte sich der Verband um 16.00 Uhr: die Emden blieb zurück, während die II. Flottille sich in Halbflottillen aufgeteilt in verschiedenen Seegebieten auf die Suche nach britischen Schiffen machte. Die 3. Halbflottille unter dem Befehl von Kapitänleutnant Hans Kolbe steuerte die norwegische Küste an, die 4. unter dem Kommando des Flottillenkommandeurs Korvettenkapitän Oskar Heinecke dagegen die englische Küste.
Am gleichen Tag hatte ein Geleitzug, der aus sechs Handelsschiffen, den beiden britischen Zerstörern HMS Pellew (Flaggschiff) und HMS Partridge sowie vier Trawlern zum Schutz gegen U-Boote bestand, Lerwick mit dem Ziel Bergen verlassen.

## Das Gefecht

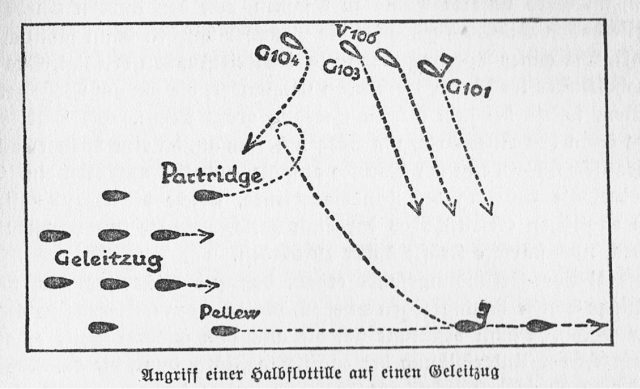
Skizze des Angriffs

Um 11:45 Uhr englischer Zeit am 12. Dezember stießen die deutschen Torpedobootzerstörer G 101, V 100, G 103 und G 104, die zur 3. Halbflottille gehörten, aus nordwestlicher Richtung auf das Geleit, das nur noch etwa 50 Seemeilen von seinem Zielhafen entfernt war. Der Zerstörer Partridge sichtete die Angreifer zuerst, konnte dies aufgrund eines defekten Morsescheinwerfers jedoch erst zehn Minuten später weitermelden. Die drei vorderen sich nähernden deutschen Zerstörer griffen nun auf etwa 5.000 m die Eskorten mit Artilleriebeschuss an, der vierte (G 104) lief wegen Maschinenproblemen nur 25 Knoten und wandte sich stattdessen den Frachtern zu. Der Geleitzugkommandant Lieutenant Commander Cavendish, Kommandant der Pellew, befahl den Handelsschiffen, sich zu zerstreuen, und ging dann seinerseits zum Angriff gegen die Deutschen über. Wie bereits vor den Shetland-Inseln störten die Deutschen den gegnerischen Funkverkehr, doch anscheinend gelang es der Partridge, einen Notruf abzusetzen, der von einer nahebei stehenden britischen Kampfgruppe empfangen wurde, die aus den Panzerkreuzern Minotaur, Shannon und vier Zerstörern bestand. Die Partridge wurde um 12:15 Uhr durch einen Artillerietreffer außer Gefecht gesetzt, der die Hauptdampfleitung beschädigte und das Schiff manövrierunfähig machte; auch die Backbordturbine, ein Torpedorohr und das achtere Geschütz wurden beschädigt. Ein von der Partridge abgeschossener Torpedo blieb im beschädigten Rohrsatz stecken, ein zweiter traf zwar V 100, explodierte jedoch nicht. Kurz darauf wurde die Partridge ihrerseits von einem Torpedo getroffen, und der Kommandant befahl der Besatzung, das Schiff zu verlassen, bevor es durch zwei weitere Torpedotreffer versenkt wurde. Auch die Pellew erhielt Schäden im Maschinenraum und an den Torpedorohren. Die deutschen Zerstörer versenkten nun die Handelsschiffe und Trawler, danach zogen sie sich im Schutz schlechten Wetters zurück. Lediglich die schwer beschädigte Pellew entkam den Angreifern in einer Regenbö und konnte von einem norwegischen Schiff in den Selbornfjord geschleppt werden. Die alarmierte britische Kampfgruppe erschien zu spät auf dem Schauplatz, konnte aber noch etwa 100 Überlebende bergen.
Im Zuge der gleichen Unternehmung wurde am Morgen des gleichen Tages von der 4. Halbflottille – die Boote B 97, B 109, B 111 und B 112 – auch der schwedische Dampfer Nike nur acht Seemeilen nordöstlich des ostenglischen Hafens Blyth mit zwei Torpedos versenkt, vermutlich von den Torpedobootszerstörern B 97 und B 111. Deutschen Angaben zufolge versenkten die Torpedobootszerstörer noch drei weitere Dampfer, bevor sie gegen 6 Uhr morgens den Rückmarsch antraten. Die beiden Halbflottillen trafen am Nachmittag auf der Doggerbank wieder zusammen und vereinigten sich mit dem Flaggschiff. Aufgrund schlechter Wetteraussichten für die Nordsee rundeten die Schiffe Skagen und liefen ohne weitere Ereignisse in den Hafen von Kiel ein.

## Verluste
Versenkt wurden neben dem Zerstörer Partridge die folgenden Handelsschiffe. Die Zahl in Klammern gibt die bestätigten Todesopfer an.
Geleitzug:
- Bollsta (N), 1.701 BRT
- Bothnia (S), 1723 BRT
- Cordova (GB), 2284 BRT
- Kong Magnus (N), 1101 BRT
- Maracaibo (DK), 526 BRT
- Torleif (S), 832 BRT

Vor der Küste von Northumberland:
- Nike (S), 1834 BRT (16)

Eskorten:
- HMS Partridge, 994 BRT (97)
- HMT Commander Fullerton, 227 BRT
- HMT Livingstone, 213 BRT
- HMT Tokio, 295 BRT
- HMT Lord Alverstone, 264 BRT

Bei der Versenkung der Nike kamen 16 Menschen ums Leben. HMS Partridge ging mit fünf Offizieren und 92 Mannschaftsgraden unter. Von den deutschen Zerstörern wurden vier Offiziere und 21 Mannschaften gerettet, die in Gefangenschaft gingen. Außerdem nahmen sie 23 zivile Seeleute auf. Von den Geretteten waren drei Männer verwundet. An Bord der Pellew gab es drei Tote und mehrere Verwundete. Auf den deutschen Schiffen gab es drei Verwundete.

## Auswirkungen
Die Attacke auf den Geleitzug nahe Bergen stellte den Endpunkt der deutschen Überwasseroffensive im Herbst 1917 dar. Die Skandinaviengeleitzüge der Briten waren danach seltener und besser geschützt. Die bisherige Praxis, Kreuzer getrennt von den Geleiten fahren zu lassen, wurde aufgegeben, so dass ein weiterer deutscher Überwasser-Angriffsversuch auf einen Geleitzug im Frühjahr 1918 fehlschlug. Danach kam es nicht mehr zu größeren Gefechten, und die deutsche Flotte unternahm bis Kriegsende auch nur noch wenige offensive Vorstöße.